# 李门楼站
李门楼站是一个陇海线上的铁路车站，位于河南省商丘市李楼村，建于1915年，目前为四等站，邮政编码为476144。目前客运：办理旅客乘降；不办理行李、包裹托运；货运：办理整车、零担货物发到；整车货物承运前保管。